# Doelenbrug
De Doelenbrug is een gemetselde vaste boogbrug bestaande uit drie bogen in de van de Nederlandse stad Leiden. De brug verbindt de beide de Doelensteeg met de Houtstraat. Naast de doelenbrug ligt het Rijksmuseum van Oudheden, dat in 1818 werd opgericht.

## Geschiedenis
De Doelenbrug begint als "quaeckelbruggetgen" aan het einde van de 14e eeuw. Met quaeckel wordt een hoge steile voetgangersbrug bedoeld. Via deze brug liepen de Leidse schutters, die zorgden voor de verdediging van de stad, naar het doelenterrein om te trainen. Vermoedelijk is de brug in 1578 vervangen van een hout naar steen. In 1610 is de brug vernieuwd en in 1637 werden houten leuningen aangebracht. In 1668 werden ijzeren leuningen aangebracht.
Sinds 1968 is het object ingeschreven als rijksmonument in het monumentenregister. De doelenbrug is verschillende keren gerestaureerd waaronder in 1981 waarbij de hele brug is vervangen. In 1991 werd enige tijd de brug overspannen met een touwsculptuur als kunstproject.

## Foto's

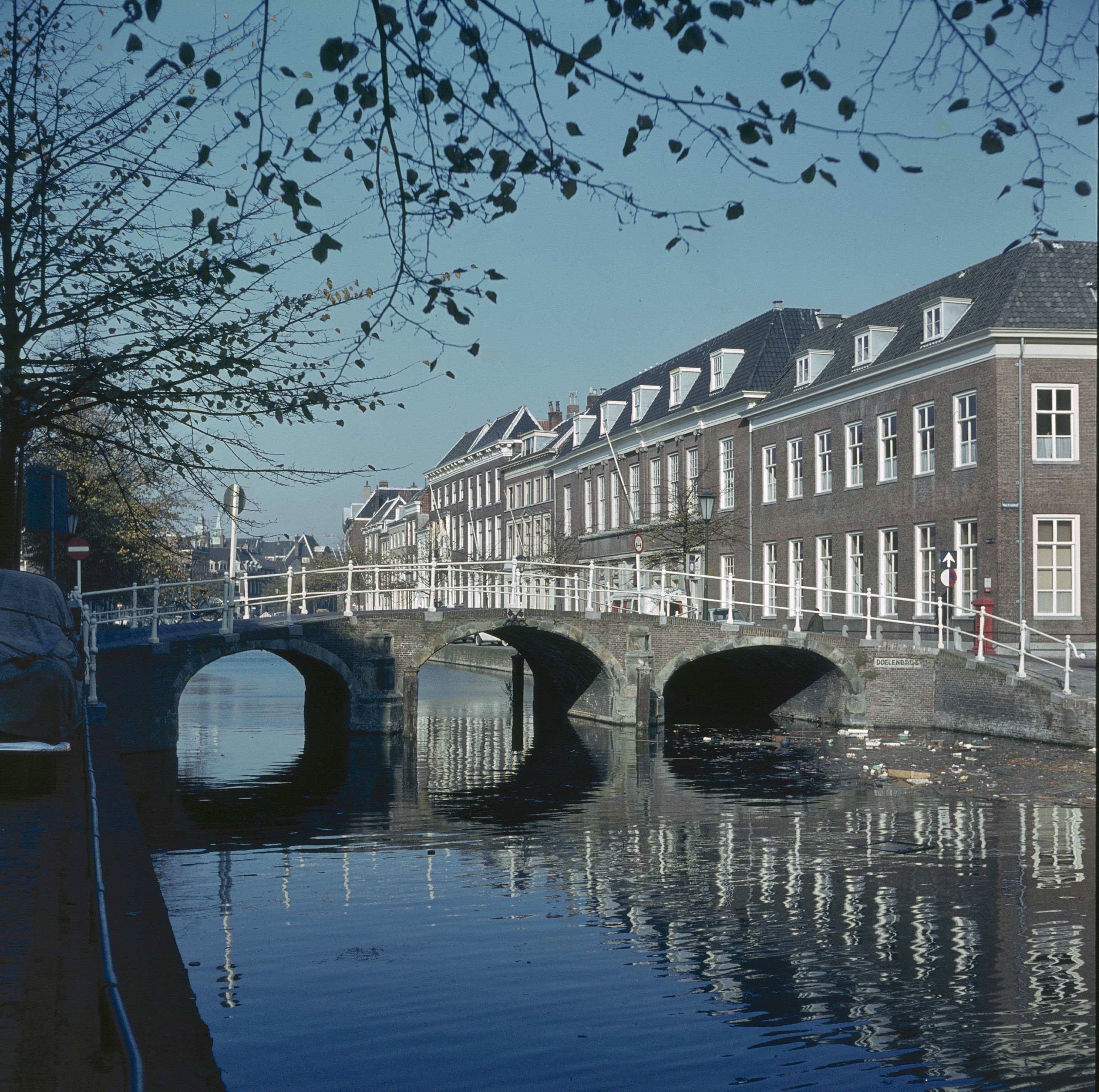
Overzicht van de brug en de achterliggende gevelwand
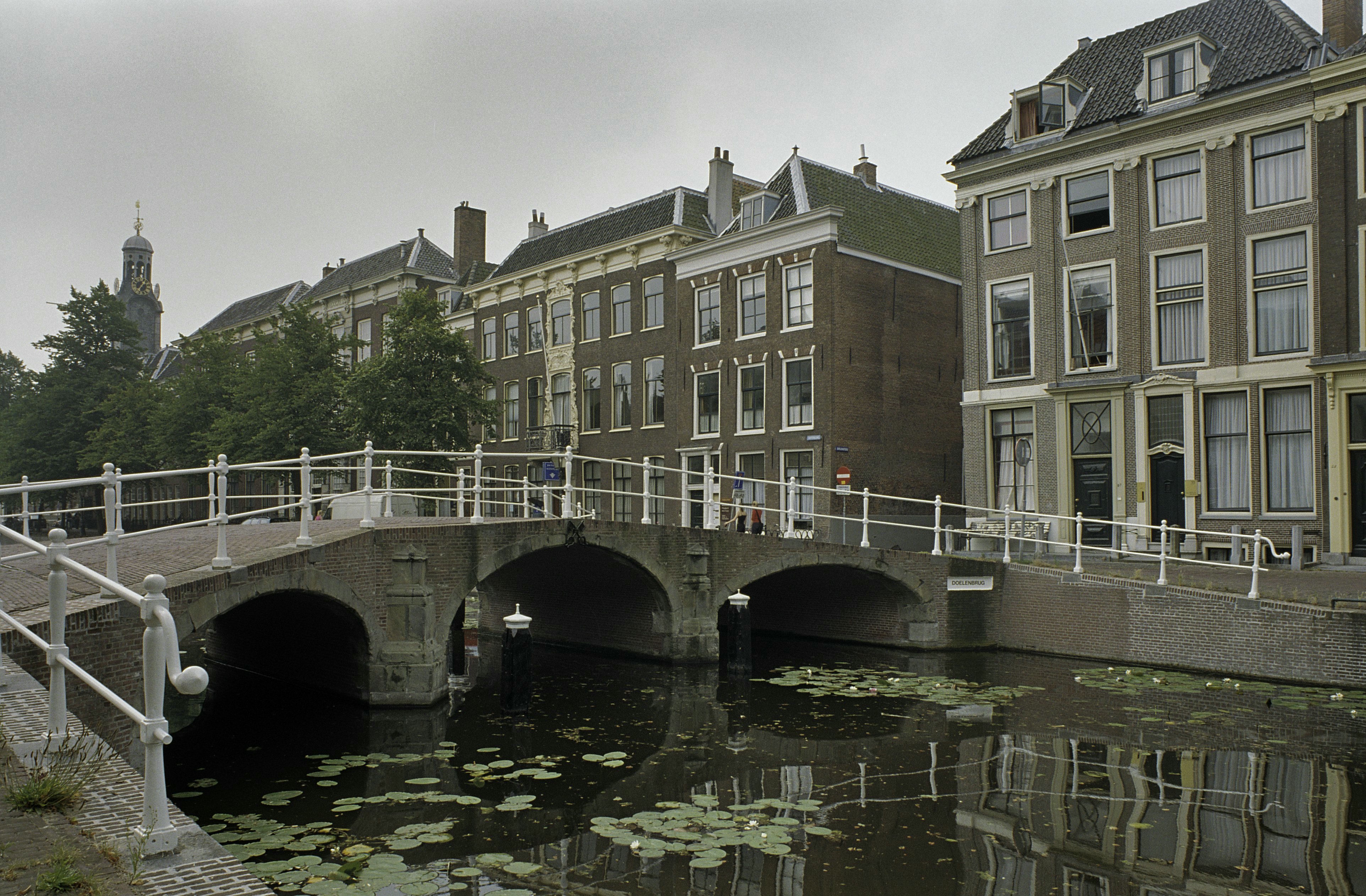
Brug in 2002
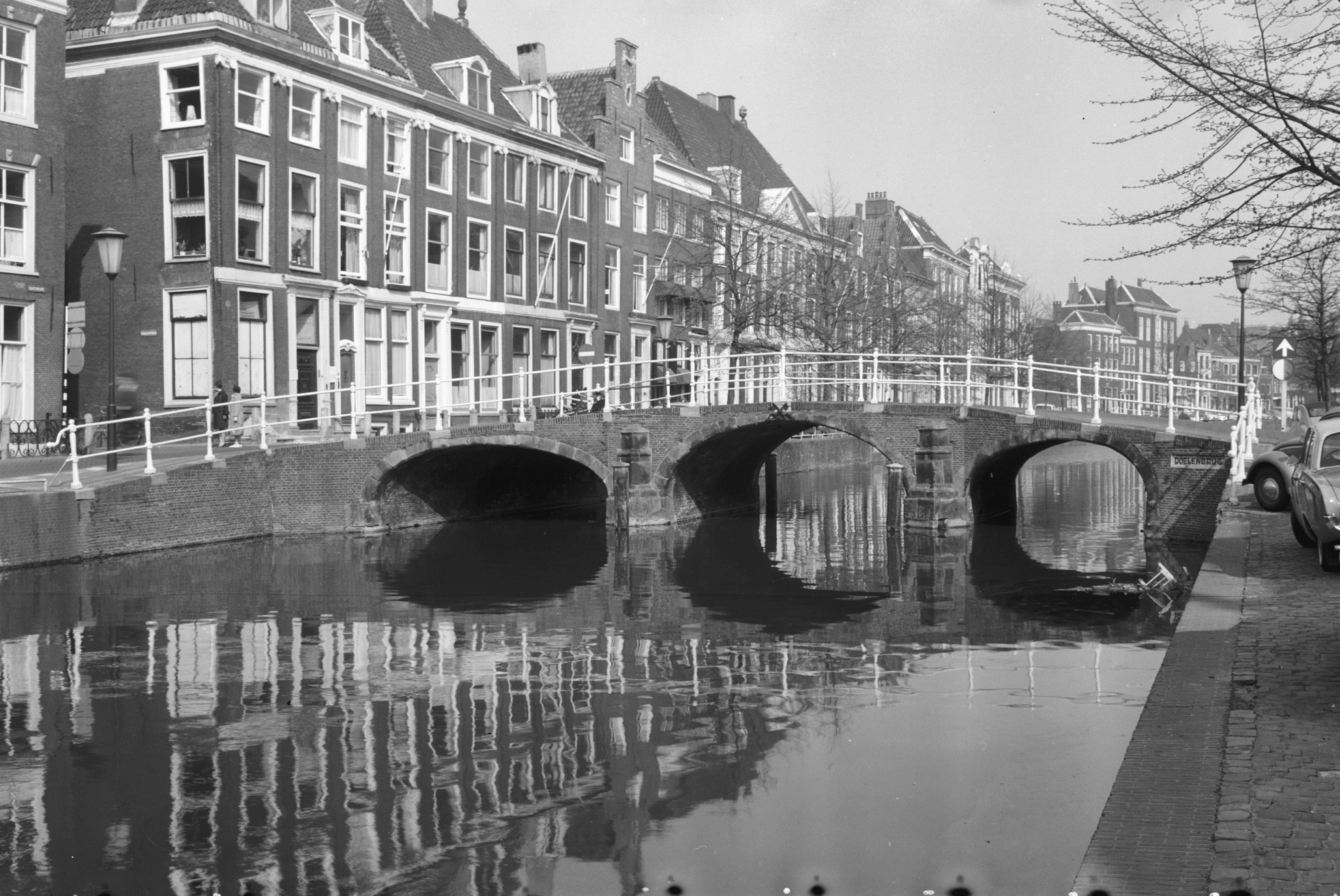
Brug in 1963, voor de herbouwing